# Qarne para
Qarne para, auch Karne para, Karne parah oder Qarnei farah (hebräisch קַרְנֵי פָרָה) geschrieben oder Pazer gadol hebräisch פָּזֵר גָּדוֹל ‚großes Pazer‘ bzw. lateinisch Pazer magnum ist eine Trope in der jüdischen Liturgie und zählt zu den biblischen Satz-, Betonungs- und Kantillationszeichen Teamim, die im Tanach erscheinen. Der Name Qarne para bedeutet Kuhhörner nach der Form des Zeichens.

## Symbol
| qarne para                 | qarne para | qarne para       | qarne para | qarne para |
| -------------------------- | ---------- | ---------------- | ---------- | ---------- |
| \| קַרְנֵי פָרָה \| ֟ \| דָּבׇ֟ר \|  |            |                  |            |            |
| Biblische Betonungszeichen |            |                  |            |            |
| Sof pasuq                  | ֽ ׃         |                  | Paseq      | ׀          |
| Etnachta                   | ֑           | Segol            | ֒           |            |
| Schalschelet               | ֓           | Zaqef qaton      | ֔           |            |
| Zakef gadol                | ֕           | Tipcha           | ֖           |            |
| Rewia                      | ֗           | Zinnorit         | ֘           |            |
| Paschta                    | ֙           | Jetiw            | ֚           |            |
| Tewir                      | ֛           | Geresch          | ֜           |            |
| Geresch muqdam             | ֝           | Gerschajim       | ֞           |            |
| Qarne para                 | ֟           | Telischa gedola  | ֠           |            |
| Pazer                      | ֡           | Atnach hafuch    | ֢           |            |
| Munach                     | ֣           | Mahpach          | ֤           |            |
| Mercha                     | ֥           | Mercha kefula    | ֦           |            |
| Darga                      | ֧           | Qadma            | ֨           |            |
| Telischa qetanna           | ֩           | Jerach ben jomo  | ֪           |            |
| Ole we-Jored               | ֫ ֥          | Illuj            | ֬           |            |
| Dechi                      | ֭           | Zarqa            | ֮           |            |
| Rewia gadol                | ֗           | Rewia mugrasch   | ֜ ֗          |            |
| Rewia qaton                | ֗           | Mahpach legarmeh | ֤ ׀         |            |
| Azla legarmeh              | ֨ ׀         | Kadma we-asla    | ֨ ֜          |            |
| Maqqef                     | ־          | Meteg            | ֽ           |            |
| קַרְנֵי פָרָה                   | ֟           | דָּבׇ֟ר              |            |            |

Das Symbol des Qarne para entsteht aus einer Kombination der Symbole von Telischa gedola  ֠  und Telischa qetanna  ֩ . Die Melodie der Trope ist ebenso zusammengesetzt aus den Melodien für Telischa gedola und Telischa qetanna.

## Grammatik
Das Zeichen ist ein schwaches Trennzeichen und ersetzt ein reguläres Pazer. Es kommt insgesamt an sehr wenigen Stellen vor und wenn es eingesetzt wird, wird auf das betreffende Wort eine besonders große Aufmerksamkeit gelegt. Einem Qarne para geht immer die spezifische konjunktive Trope Jerach ben Jomo, auch Galgal genannt, voraus, die nur zusammen mit Qarne para vorkommt. Dem Jerach ben jomo geht wiederum immer ein oder mehrere Male Munach voraus, in manchen Fällen bis zu fünfmal.

## Vorkommen
Der seltene Tropenton kommt in der Tora nur einmal vor in Numeri 35,5 im Teil der Massei auf dem Wort B'amah בָּאַמָּה (dt.: Elle), unmittelbar vor dem Wort Alpajim אַלְפַּיִם (dt.: zweitausend) vor. Auf Alpajim erscheint Jerach ben jomo ֪.
| Numeri 35,5                           | Numeri 35,5 | Numeri 35,5 | Numeri 35,5 | Numeri 35,5 |
| ------------------------------------- | --- | --- | --- | --- |
| Gesamter Vers                         | וּמַדֹּתֶ֞ם מִח֣וּץ לָעִ֗יר אֶת־פְּאַת־קֵ֣דְמָה אַלְפַּ֪יִם בָּֽאַמָּ֟ה וְאֶת־פְּאַת־נֶגֶב֩ אַלְפַּ֨יִם בָּאַמָּ֜ה וְאֶת־פְּאַת־יָ֣ם׀ אַלְפַּ֣יִם בָּֽאַמָּ֗ה וְאֵ֨ת פְּאַ֥ת צָפֹ֛ון אַלְפַּ֥יִם בָּאַמָּ֖ה וְהָעִ֣יר בַּתָּ֑וֶךְ זֶ֚ה יִהְיֶ֣ה לָהֶ֔ם מִגְרְשֵׁ֖י הֶעָרִֽים׃ | וּמַדֹּתֶ֞ם מִח֣וּץ לָעִ֗יר אֶת־פְּאַת־קֵ֣דְמָה אַלְפַּ֪יִם בָּֽאַמָּ֟ה וְאֶת־פְּאַת־נֶגֶב֩ אַלְפַּ֨יִם בָּאַמָּ֜ה וְאֶת־פְּאַת־יָ֣ם׀ אַלְפַּ֣יִם בָּֽאַמָּ֗ה וְאֵ֨ת פְּאַ֥ת צָפֹ֛ון אַלְפַּ֥יִם בָּאַמָּ֖ה וְהָעִ֣יר בַּתָּ֑וֶךְ זֶ֚ה יִהְיֶ֣ה לָהֶ֔ם מִגְרְשֵׁ֖י הֶעָרִֽים׃ | וּמַדֹּתֶ֞ם מִח֣וּץ לָעִ֗יר אֶת־פְּאַת־קֵ֣דְמָה אַלְפַּ֪יִם בָּֽאַמָּ֟ה וְאֶת־פְּאַת־נֶגֶב֩ אַלְפַּ֨יִם בָּאַמָּ֜ה וְאֶת־פְּאַת־יָ֣ם׀ אַלְפַּ֣יִם בָּֽאַמָּ֗ה וְאֵ֨ת פְּאַ֥ת צָפֹ֛ון אַלְפַּ֥יִם בָּאַמָּ֖ה וְהָעִ֣יר בַּתָּ֑וֶךְ זֶ֚ה יִהְיֶ֣ה לָהֶ֔ם מִגְרְשֵׁ֖י הֶעָרִֽים׃ | וּמַדֹּתֶ֞ם מִח֣וּץ לָעִ֗יר אֶת־פְּאַת־קֵ֣דְמָה אַלְפַּ֪יִם בָּֽאַמָּ֟ה וְאֶת־פְּאַת־נֶגֶב֩ אַלְפַּ֨יִם בָּאַמָּ֜ה וְאֶת־פְּאַת־יָ֣ם׀ אַלְפַּ֣יִם בָּֽאַמָּ֗ה וְאֵ֨ת פְּאַ֥ת צָפֹ֛ון אַלְפַּ֥יִם בָּאַמָּ֖ה וְהָעִ֣יר בַּתָּ֑וֶךְ זֶ֚ה יִהְיֶ֣ה לָהֶ֔ם מִגְרְשֵׁ֖י הֶעָרִֽים׃ |
| Gesamter Vers                         | So sollt ihr nun abmessen außerhalb der Stadt auf der Seite nach Osten zweitausend Ellen und auf der Seite nach Süden zweitausend Ellen und auf der Seite nach Westen zweitausend Ellen und auf der Seite nach Norden zweitausend Ellen, dass die Stadt in der Mitte sei. Das soll ihnen als Weide bei den Städten gehören.Num 35,5 | | | |
| אַלְפַּיִם בָּאַמָּה                            | וְאֵ֨ת פְּאַ֥ת צָפֹ֛ון אַלְפַּ֥יִם בָּאַמָּ֖ה | וְאֶת־פְּאַת־יָ֣ם׀ אַלְפַּ֣יִם בָּֽאַמָּ֗ה | וְאֶת־פְּאַת־נֶגֶב֩ אַלְפַּ֨יִם בָּאַמָּ֜ה | אֶת־פְּאַת־קֵ֣דְמָה אַלְפַּ֪יִם בָּֽאַמָּ֟ה |
| Alpajim B'amah dt.: zweitausend Ellen | Mercha und Tipcha | Munach legarmeh und Munach und Rewi'i | Kadma we-asla | Karne parah und Jerach ben jomo |
| Tropen                                | ֖ und ֥ | ֣ ֣ und ֗ | und ֨ | ֪ und ֟ |

Die Betonungszeichen Karne parah und Jerach ben jomo sollen das Gefühl bei jeder Ausführung der Mizwot verdeutlichen. Sie sollen Ermutigung sein, die Mizwot jedes Mal bei jeder Wiederholung erneut mit großer Begeisterung und spiritueller Inspiration auszuführen.
Mit Qarne para wird auch das Wort Haman im Buch Esther betont, das im orthodoxen Judentum zweimal jährlich gelesen wird.
Die Tabelle zeigt das seltene Vorkommen von Qarne para in den 21 Büchern.
| Teil des Tanach   | Qarne para |
| ----------------- | ---------- |
| Tora              | 1          |
| Vordere Propheten | 3          |
| Hintere Propheten | 3          |
| Ketuvim           | 9          |
| Gesamt            | 16         |